# Секреція (геологія)

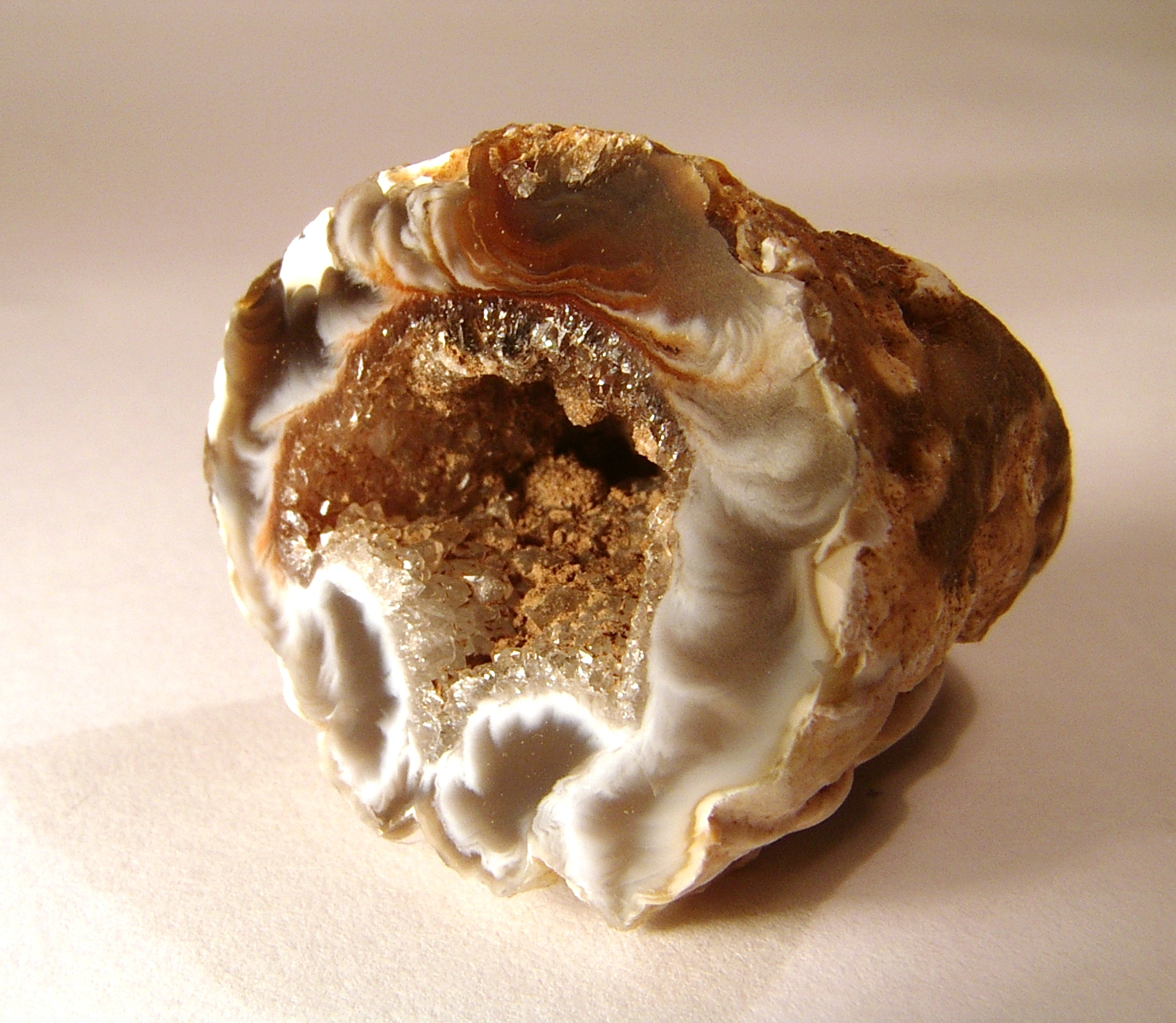

Секре́ція (від лат. secretio «відокремлення, виділення») — в геології округле або овальне мінеральне утворення, що виникло в результаті заповнення порожнини в гірських породах кристалічною або колоїдною речовиною при гіпергенних і гідротермальних процесах.
Для секрецій характерне послідовне концентрично-верствувате відкладання мінеральної речовини в напрямі від стінки порожнини до її центра. Шари (зони) часто мають різний колір і різний мінеральний склад. Секреція може заповнювати порожнину повністю або частково.
Мінеральний склад секрецій і порід, у яких вони містяться, різний.
Секреції розміром до 10 мм у діаметрі називають мигдалинами, більші — жеодами.

## Джерело і посилання
- Українська радянська енциклопедія : у 12 т. / гол. ред. М. П. Бажан ; редкол.: О. К. Антонов та ін. — 2-ге вид. — К. : Головна редакція УРЕ, 1974–1985., Том 10, К., 1983, стор. 87
- Мала гірнича енциклопедія : у 3 т. / за ред. В. С. Білецького. — Д. : Східний видавничий дім, 2013. — Т. 3 : С — Я. — 644 с.